# Uông Thanh
Uông Thanh (tiếng Trung: 汪清县, Hán Việt: Uông Thanh huyện) là một huyện của châu tự trị Diên Biên, tỉnh Cát Lâm, Trung Quốc. Huyện này có diện tích 8994 km2, dân số 260.000 người, mã số bưu chính 133200. Huyện này được chia ra 6 trấn, 10 hương. 